# 番杏
番杏（学名： (Pall.) Kuntze）是番杏科番杏属的植物，又名法国菠菜、新西蘭菠菜、洋菠菜、夏菠菜、濱萵苣、蔓菜、白番杏、白紅菜。耐盐性强，在海水灌溉下仍然可以正常完成生活史。

## 形态
一二年生肉质草本，无毛。茎圆，半蔓性，极易分枝，丛生匍匐于地面，表皮细胞有针状结晶体，颗粒状突起。卵形至三角形的叶片互生，全缘，叶柄肥厚，嫩叶上有银色粉状物。夏秋间叶腋开黄花，花被钟状四裂；3～8心皮合生，子房下位，3～8室，每室一胚珠。淡褐色菱形果实，长约5毫米，有4～5角，花萼宿存。

## 分布
原產于日本、澳大利亚和紐西蘭，奮進號三桅帆船的船長詹姆士·庫克將之帶上船食用，用來避免壞血病。植物學家約瑟夫·班克斯在18世記後葉將它帶到邱園，之後傳到世界各地，現在分佈於南美洲、东南亚至東北亞、大洋洲等地。一般生于海滩沙地上。